# 돈의 철학
《돈의 철학》(독일어: Philosophie des Geldes)은 독일의 사회학자이자 사회철학자인 게오르크 지멜의 경제 사회학에 관한 책이다. 이론가의 가장 위대한 작품으로 여겨지는 지멜의 책은 돈을 사람들이 삶의 총체를 이해하는 데 도움이 되는 구조화 매개체로 본다.

## 돈과 가치
지멜은 사람들이 물건을 만들고 그 물건으로부터 스스로를 분리하고 그 거리를 극복하려고 노력함으로써 가치를 창출한다고 믿었다. 그는 너무 가까이 있는 물건은 가치 있는 것으로 간주되지 않고, 너무 멀리 떨어져 있는 사람이 얻을 수 없는 물건도 가치 있는 것으로 간주되지 않는다는 것을 발견했다. 또한 가치를 결정하는 데 고려되는 것은 희소성, 시간, 희생 및 물건을 얻는 데 수반되는 어려움이었다. 물물교환을 시작으로 전근대 시대에 상품과 서비스에 대한 다양한 교환 시스템은 비교할 수 없는 가치 시스템(토지, 음식, 명예, 사랑 등)의 존재를 허용했다.). 중개자로서 보편적인 화폐의 출현으로 이러한 시스템은 화해할 수 있게 되었다. 모든 것이 하나의 정량화 가능한 척도인 화폐 비용으로 표현 가능한 경향이 있기 때문이다.

## 돈과 자유
돈의 철학의 핵심은 화폐가 개인의 자유를 가져온다는 것이다. 자유의 효과는 경제적 의무의 진화를 고려하여 평가할 수 있다. 어떤 사람이 노예일 때, 그들의 전 인격은 주인에게 복종한다. 농민은 더 많은 자유를 누리지만 영주에게 밀이나 소와 같은 현물을 지급하려면 필요한 품목을 정확히 생산하거나 큰 손실이나 불편을 겪으면서 물물교환해야 한다. 그러나 의무가 금전적 형태를 취하는 경우, 농민은 요구되는 세금을 지불하는 한 밀을 재배할지, 소를 키울지, 또는 다른 활동에 참여할지 여부에 대해 자유롭게 선택할 수 있다.
자유는 또한 화폐가 단일 관계가 덜 중요해지고 따라서 더 비인격적이 되는 복잡성이 증가하는 경제 시스템을 가능하게 하기 때문에 발생한다. 그 결과 개인은 독립심과 자급자족감을 경험하게 된다. 돈이 자유에 도움이 된다는 또 다른 의미가 있으며, 이는 소유자가 자산을 유지 관리하고 열매를 맺는 경우에만 그 소유에 대해 진정으로 권리가 있다는 관찰에서 비롯된다. 돈은 토지나 다른 자산보다 더 유연하기 때문에 소유자를 실제 실체에 국한된 활동에서 해방시킨다. 금전적 소유는 더 이상 소유자를 특정 유형의 작업에 묶지 않기 때문에 돈은 자유를 증가시킨다. 결과적으로 금전적 소유는 순전히 지적인 노동자의 지위를 가능하게 하고, 같은 논리로 부자가 검소한 삶을 영위할 수 있음을 암시하기도 한다. 노동자와 관리자는 임금을 받고 일만 하고 비인간적인 시장만 취급하기 때문에 특정 업무 활동과 성격이 분리된다. 공무원의 경우 특정 업무 성과와 크게 무관한 고정 급여를 받고 업무 활동에서 자유로운 성격을 보이다. 연주를 아무리 잘해도 같은 비용을 지불하는 뮤지션과 같은 아티스트도 마찬가지이다.

화폐 시스템이 개인의 자유를 향상시키기는 하지만 의심스러운 결과를 초래할 수도 있다. 고용인이 노예보다 더 나은 생활 조건을 가질 필요는 없다. 정확한 금액이 노예의 유효 구매력과 부정확하게 일치하기 때문이다. 화폐 경제에서 개인은 사회나 국가의 목표보다 재정적 이익을 우선시하는 경향이 있다. 농민이 토지를 공정한 가격에 판다면 금전적 자유는 토지를 소유함으로써 얻을 수 있는 개인적 활동과 다르다. 보다 일반적으로, 돈은 "비어 있고" 유연하며 소유자가 특정 활동을 하도록 지시하지 않기 때문에 무언가로부터의 자유가 반드시 다른 일을 할 수 있는 자유와 동일하지는 않다. 금전적 지불은 특정 현물 기부의 의무에서 벗어날 수 있지만 더 넓은 맥락에서 개인의 개입을 제거하는 효과도 있다. 예를 들어, 아테네의 봉신 국가들이 배와 군대로 기여해야 했을 때, 지류는 적어도 징집된 군인이 본국에 효과적으로 배치될 수 없을 정도로 아테네의 외교 및 군사 정책에 직접적으로 관여했다. 일단 군사적 기부가 금전적 조공으로 대체되면 아테네의 정책에 그러한 제약이 가해질 수 없다. 이러한 상황의 자연스러운 진화는 전제적 정권이 통화 경제를 선호하는 경향이 있다는 것이다.

## 개인적인 가치
개인의 가치는 상응하는 금액으로 수량화할 수 있다. 개인의 가치는 구매 결혼 과 매춘 행위에 의해 수량화된다. 그러나 역사적 경향은 화폐가 본질적으로 대체 가능한 반면 개인의 구별에 대한 인식이 증가하는 방향이었다. 그 결과, 돈은 점차적으로 개인의 가치와 동등하지 않은 것으로 간주되어 왔으며 이러한 관행의 대부분은 사용되지 않게 되었다. 이러한 관행이 지속되면 금액이 너무 커서 거래에 정서적 요소가 도입된다. 엄청난 금액에 산 아내는 소중하다.
화폐는 대체가 가능하며, 따라서 개체가 다수와 구별되고 비교할 수 없다는 구별 개념과 뚜렷한 대조를 이룬다. 구별은 예를 들어 귀족이나 일부 예술 작품의 속성이다. 지멜은 구성원의 단독 재판관 역할을 하는 동시에 다른 개인의 재판을 거부하는 상원을 하나의 사례로 생각한다. 화폐의 양적 측면은 구별의 질적 개념을 위협하고 약화시킬 가능성이 있다.

## 생활양식
가치를 금전적으로 수량화할 수 있기 때문에 대상과의 관계는 감정적 성격을 거의 상실하고 지적인 성격을 갖게 된다. 한편으로 우리의 합리적인 태도는 우리를 개인주의 적이고, 사회의 원자화로 이끌고, 존경과 친절을 무시하기까지 할 수 있다. 반면에 감정보다는 지성에 의존하는 데에는 분명한 이점이 있는 경우가 많다. 여하튼 지멜은 지성은 도구이며 따라서 본질적인 방향 감각이 부족하고 다른 목적으로 사용될 수 있다고 주장한다. 합리성은 화폐의 객관적이고 순수한 산술적 본성에서 비롯되며 법은 만인에게 평등하며 민주주의에서는 모든 표가 평등하다는 신조에 반영된다. 점점 더 지적인 환경에 적응하는 능력은 교육을 통해 강화되며, 교육을 받을 수 있는 사람은 대부분 교육을 받을 수 있다. 결과적으로 돈은 부유층의 사실상 귀족을 창출할 수 있다. 그 반대는 평등주의 경향이 일반적으로 화폐 시스템을 거부한다는 것이다.
화폐의 객관적 성질은 궁극적으로 노동의 분업에서 발생하는데, 여기서 생산물은 노동자의 인격과 분리되고 노동은 상품으로 취급된다. 마찬가지로, 제품은 더 이상 특정 고객에게 맞춤화되지 않고 개인의 성격을 반영하지 않으며, 생산 도구는 작업자가 기계를 조작하는 방식에 거의 여유가 없을 정도로 전문화되고, 패션은 너무 빠르게 변화하여 아무도 개인적으로나 사회적으로 이해하지 못한다. 그것에 붙어 있다. 이러한 상황은 작가의 개성을 반영하는 예술과 대조를 이룬다. 돈은 사람들 사이의 거리를 넓혀 혼잡한 도시에 적응할 수 있게 하고 가족 사업에 대한 멍에에서 개인을 해방시킬 수 있다. (참고로 금융활동은 대도시에 집중되고, 돈의 집중은 삶의 속도와 다양성을 증가시킨다. ) 인류는 자연의 리듬에서 점점 더 독립적이 되었고 경기 순환에 더 의존하게 되었다. 지멜은 "객체와 사람이 서로 분리되었다"고 선언하며 이러한 현상을 마르크스의 소외 이론과 비교하기 위한 것이었다.
돈은 갈등의 본질적인 참여자인 동시에 개인의 갈등을 능가한다. 경제 체제가 회전하는 중심이 되면서 도구의 특성을 초월하고 모든 것을 아우르는 목적론적 순환의 역할을 하게 된다. 짐멜은 이 현상을 마르크스의 상품 물신주의와 비교해야 했다.
그러나 분업을 통해 개인의 정신능력을 뛰어넘는 지적이고 과학적인 내용을 구성할 수 있다. 그러나 이러한 경우에도 하나의 마음으로 종합을 이루는 것이 필수적일 수 있다. 마찬가지로, 물질적 관심사가 비개인적이 됨에 따라 남은 것은 더 개인적이 될 수 있다. 예를 들어, 타자기는 작가가 글을 쓰는 번거로운 역학에서 해방되면서 작품의 원래 내용에 더 많은 관심을 기울일 수 있다. 돈이 독창성과 세련미를 증가시킬 것인지 아닌지는 정말로 인류에 달려 있다.

## 돈의 사회적 효과
지멜의 전망은 우울하지만 완전히 부정적인 것은 아니다. 화폐와 거래가 증가함에 따라 개인의 독립성은 수량화할 수 있는 화폐 가치에 의해 통제되는 전체적인 교환 네트워크에 빠져들기 때문에 감소한다. 역설적이게도, 대부분의 사람들의 순전히 돈 부족으로 인해 그 잠재력이 상당히 낮은 경우에도 돈이 가능한 모든 목표를 위해 사용될 수 있기 때문에 이는 개인에게 더 큰 잠재적 선택의 자유를 가져온다. 화폐의 균질화하는 본성은 예술과 사랑에서 비교할 수 없는 예외적이고 비교할 수 없는 성취를 최소화하더라도 더 큰 자유와 평등을 장려하고 봉건주의와 후원의 형태를 녹인다.